# 키노시타 하루나
키노시타 하루나(일본어: 木下 春奈, 1998년 6월 9일 ~ )는 일본의 아이돌이며, 여성 아이돌 그룹 전 NMB48 팀BII의 멤버이다.

## 내력
2010년
- 9월 20일, 《NMB48 오프닝 멤버 오디션》에 합격(응모 총수 7256명, 최종 합격자 26명).
- 10월 9일, 《Visit Zoo 캠페인 응원 프로젝트 AKB48 도쿄 가을 축제 supported by NTT 피라라》에서 NMB48 제1기 연구생 26명 중 1명으로서 첫 피로.
- 10월 17일, 고베 국제 회관에서 SKE48의 첫 투어 《SKE48 콘서트 〈땀의 양은 장난아니다〉》 최종 공연에 출연.
- 12월 18일, 쿄세라 돔 오사카에서 개최된 《AKB48 Beginner【통상반】전국 악수회 이벤트 〈AKB48 축제〉 powered by 네모우스 TV》에서, NMB48 제1기 연구생 25명 중 1명으로서, 서프라이즈 라이브를 행해, 〈만나고 싶었어〉와 〈NMB48〉를 피로했다.

2011년
- 1월 1일, 오사카시·남바의 NMB48 극장에서, 《NMB48 1기생 공연 〈누군가를 위해서〉》공연을 개최, 선발 멤버 16명 중 1명으로서 극장 공연에 데뷔한다.
- 3월 10일, NMB48 제1기 연구생 25명 중에서 16명 중 1명으로서 팀N을 결성.

2014년
- 2월 24일, Zepp DiverCity에서 개최된 《AKB48 그룹 대조각 축제》에서, 팀BII로 이동하는 것이 발표되었다[1].
- 4월 22일, 팀BII로 이동.

2016년
- 10월 23일, NMB48 팀BII 졸업.

## NMB48에서의 참가곡

### 싱글 CD 선발곡
- 絶滅黒髪少女 / 절멸 흑발 소녀
  - 青春のラップタイム / 청춘의 랩타임
  - 僕が負けた夏 / 내가 진 여름 - 백조 명의
  - 三日月の背中 / 초승달의 등
- オーマイガー! / 오 마이 갓!
  - 僕は待ってる / 나는 기다리고 있어
  - 結晶 / 결정 - 백조 명의
  - なんでやねん、アイドル / 뭐라는겨, 아이돌
- 純情U-19 / 순정 U-19
  - 努力の雫 / 노력의 물방울 - 백조 명의
- 〈ナギイチ 나기이치〉에 수록
  - 理不尽ボール / 부당한 볼 - 언더 걸즈 명의
  - 最後のカタルシス / 최후의 카타르시스 - 백조 명의
- ヴァージニティー / 버지니티
  - 妄想ガールフレンド / 망상 걸프렌드
- 〈北川謙二 키타가와 켄지〉에 수록
  - 恋愛被害届け / 연애피해신고 - 홍조 명의
- 〈僕らのユリイカ 우리의 유레카〉에 수록
  - 届かなそうで届くもの / 닿지 않을 듯 닿는 것
  - 奥歯 / 어금니 - 백조 명의
- 〈カモネギックス 카모네긱스〉에 수록
  - どしゃぶりの青春の中で / 억수같이 쏟아지는 비의 청춘 속에서 - 백조 명의
- 〈高嶺の林檎 높은 산봉우리의 사과〉에 수록
  - プロムの恋人 / 프롬의 연인 - 백조 명의
- 〈らしくない 답지 않아〉에 수록
  - スターになんてなりたくない / 스타 따윈 되고 싶지 않아 - 팀BII 명의
- 〈Don't look back!〉에 수록
  - 卒業旅行 / 졸업 여행
  - ロマンティックスノー / 로맨틱 스노 - 팀BII 명의
- 〈ドリアン少年 두리안 소년〉에 수록
  - 心の文字を書け! / 마음의 글자를 써! - 팀BII 명의
- Must be now
  - 空腹で恋愛をするな / 공복에 연애를 하지마 - 팀BII 명의

AKB48 명의
- 〈ギンガムチェック 깅엄 체크〉에 수록
  - あの日の風鈴 / 그 날의 풍경 - 웨이팅 걸즈 명의
- 〈希望的リフレイン 희망적 리프레인〉에 수록
  - Ambulance - 백합조 명의

### 앨범 선발곡
- 《てっぺんとったんで! 텟펜 먹었어!》에 수록
  - てっぺんとったんで! / 텟펜 먹었어!
  - Lily - 팀N 명의
- 《世界の中心は大阪や ～なんば自治区～ 세계의 중심은 오사카야 ~남바 자치구~》에 수록
  - “生徒手帳の写真は気に入っていない”の法則 / “학생 수첩의 사진은 마음에 들지 않아” 법칙
  - 君にヤラレタ / 너에게 당했다 - 팀BII 명의

AKB48 명의
- 《ここにいたこと 여기에 있던 것》에 수록
  - ここにいたこと / 여기에 있던 것
- 《1830m》에 수록
  - 青空よ 寂しくないか? / 푸른 하늘이여 외롭지 않은가?

### 극장 공연 유닛곡
팀N 1st Stage 〈누군가를 위해서〉 공연
- Bird
- 制服が邪魔をする / 교복이 방해를 해

팀N 2nd Stage 〈청춘 걸즈〉 공연
- 雨の動物園 / 비오는 날의 동물원
- ふしだらな夏 / 흐트러진 여름

팀N 3rd Stage 〈여기라도 천사는 있다〉 공연
- 何度も狙え! / 몇 번이고 노려라!
- 100年先でも / 100년 후에도

팀BII 3rd Stage 〈거꾸로 오르기〉 공연
- エンドロール / 엔드 롤